# Jackson Kelly
Jackson Kelly es una versión más ligera de Gibson Explorer producido por Jackson Guitars®. Este modelo es más agresivo que la Explorer, más apropiado para géneros como el thrash metal y el death metal.
Jackson es una empresa dedicada a la fabricación de guitarras operada Grover Jackson. Su modelo más famoso es la Jackson Rhoads V, diseñada y utilizada por el guitarrista Randy Rhoads.

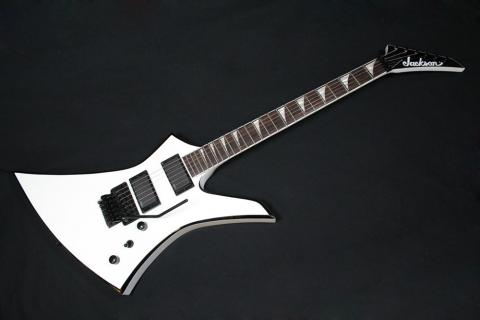
Jackson Kelly tradicional

## Historia
Fue diseñado por y nombrado después de Bradford Kelly, el guitarrista de la banda de heavy metal australiana en los años 80. Más tarde fue más popularizado por el exguitarrista de Megadeth Marty Friedman quien tenía su propio modelo de la firma en el momento. Jackson Kelly "KE1" fue su modelo.
Kelly cuenta con un cuerpo sólido. Hoy en día, está disponible en muchos modelos, algunos incluyendo un puente Floyd Rose y algunas de ellas con un "sistema de cuerdas a través del cuerpo"
Hoy en día existen gran variedad de gamas de Jackson Kelly tales como JS, Series X, y Series Pro.

## Modelos Kelly
Jackson Kelly Js32  La mayoría de la gama Js tiene la característica de tener pastillas originales Jackson, en sus característicos colores blanco y negro. La serie Js es la gama más baja y económica de Jackson hecha en China, hay modelos con Floyd Rose (Js32) y sin este (Js32T).

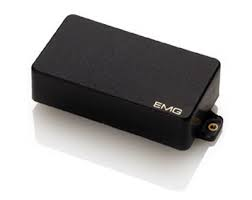
Pastillas EMG características de la kelly KEXMG

Jackson Kelly KEXMG™ y KEXTMG™ La serie X de Jackson es la gama media, cuenta con un cuerpo de tilo, de tres piezas, mástil de arce a través del cuerpo, compuesto de radio (12 "-16") con diapasón de palisandro con 24 trastes jumbo y clásicos Jackson incrustaciones de aleta de tiburón, EMG® 81 (puente) y 85 (cuello) pastillas, y un puente especial Floyd Rose®. Disponible en cuatro nuevos acabados para 2014 - Negro brillante, Silverburst, Ráfaga de Tabaco y Blanco con Negro Bisel, y la KEXTMG™ tiene las mismas características simplemente esta no cuenta con puente Floyd Rose.
Jackson KE3 La gama más alta con Floyd Rose con pastillas Seymour Duncan hecha en Japón, en colores negro, la hace una increíble guitarra.
Existen más modelos de Jackson Kelly™ pero los anteriores 3 son los más accesibles al público, ya que los otros modelos son de edición especial y hay pocos en existencia haciendo que tengan un gran valor monetario.